# ترابط Y
يصف ترابط Y أو صفة ذكرية السمات التي تنتجها الجينات الموجودة على كروموسوم Y. يُعرف أيضًا باسم الترابط الجنسي، أو الوراثة الذّكريّة الانتقال (وراثة مقتصرة على الذكور )، لأنها تحدث عند الذكور فقط.
يمكن أن يكون من الصعب اكتشاف السمات المرتبطة ب Y. هذا لأن كروموسوم Y صغير ويحتوي على جينات أقل من الكروموسومات الجسمية أو كروموسوم X. ويقدر أنه يحتوي على حوالي 200 جين فقط. في وقت سابق، كان يُعتقد أن كروموسوم Y البشري ليس له أهمية تُذكر.
كروموسوم Y يحدد الجنس في البشر وبعض الأنواع الأخرى: ليست كل الجينات التي تلعب دورًا في تحديد الجنس مرتبطة ب Y. بالإضافة إلى ذلك، لا يخضع كروموسوم Y بشكل عام لإعادة التركيب الجيني، كما أن المناطق الصغيرة التي تُسمى "Pseudoautosomal region" هي فقط من تخضع لإعادة التركيب. تقع غالبية جينات الكروموسوم واي التي لا تندمج مع بعضها البعض في المنطقة المُسماة " non-recombining region".
لكي تُعتبر إحدى السمات مرتبطة بY، يجب أن تُظهِر السمة هذه الخصائص:
1. تَحدث في الذكور فقط.
2. تظهر في جميع أبناء الذكور الذين يحملون تلك الصفة.
3. لا تظهر السمة في بنات الآباء المصابين بها؛ بل عوضاً عن ذلك، فإن الابنة طبيعية من الناحية الظاهرية والجينية ولا يتأثر نسلها.[5]

تم وضع هذه المتطلبات من قبل أحد العلماء الأوائل، (Curt Stern)، الذين اكتشفوا الترابط بY. في أبحاثه العلمية، نشر ستيرن بعض التفاصيل عن الجينات التي كان يشتبه في أنها مرتبطة بـ y.
في البداية، جعلت هذه المتطلبات إثبات الارتباط بY عملية صعبة للغاية. في الخمسينيات من القرن الماضي باستخدام شجرة الأنساب، تم تحديد العديد من الجينات بشكل غير صحيح على أنها مرتبطة بـ Y. اعتمدت الأبحاث اللاحقة تقنيات أكثر تقدماً وتحليلًا إحصائيًا أكثر تعقيدًاً. على سبيل المثال، كان يُعتقد في البداية بأن الآذان المشعرة هي صفة مرتبط بـ Y في البشر؛ ومع ذلك، فإن هذه الفرضية فقدت مصداقيتها. بسبب التقدمات التي حصلت في مجال تسلسل الحمض النووي، أصبح الترابط Y أسهل في التحديد والإثبات.  يتم تعيين كروموسوم Y تقريبًا بالكامل، مما يكشف عن العديد من السمات المرتبطة بـ y.
الترابط ب Y يختلف عن الترابط ب X؛ على الرغم من أن كلاهما يعتبر من أشكال الترابط الجنسي. يمكن للترابط ب X أن يكون وراثيًا أو جنسياً، في حين لا يمكن للترابط بY أن يكون إلا جينياً. وذلك لأن خلايا الذكور لديها نسخة واحدة فقط من كروموسوم Y. تحتوي كروموسومات X على نسختين، واحدة من كل والد تسمح بإعادة التركيب. يحتوي كروموسوم إكس على المزيد من الجينات وهو أكبر بكثير.
لم يتم تأكيد بعض الحالات المرتبطة بY.  مثال واحد هو ضعف السمع. أحد الدراسات قامت بتتبع ضعف السمع في عائلة محددة وعلى مدى سبعة أجيال تأثر جميع الذكور بهذه الصفة. ومع ذلك، نادراً ما تحدث هذه الصفة ولم يتم حلها بالكامل.
تعد عمليات حذف الكروموسوم Y سببًا وراثيًا متكررًا لعقم الرجال.

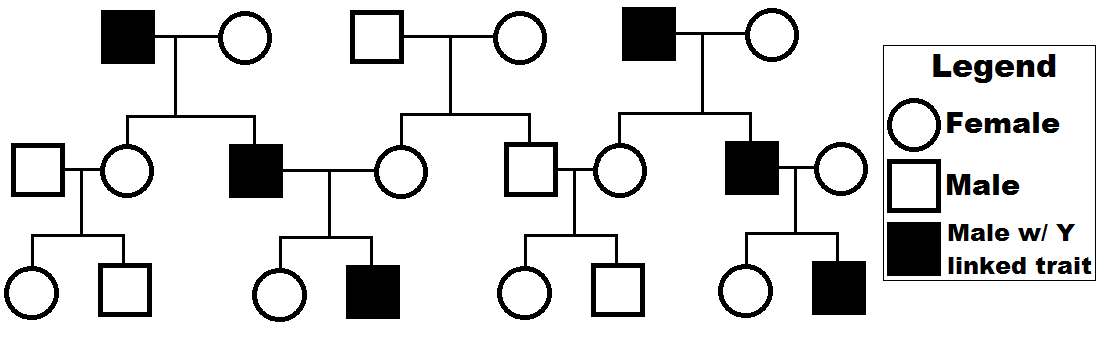
مخطط يُوضح وراثة سمة مرتبطة ب Y

## الحيوانات
في الجوبي:
في أسماك الجوبي، تساعد الجينات المرتبطة بـ Y في تحديد الجنس.  يتم ذلك بشكل غير مباشر من خلال السمات التي تسمح للظهور بمظهر أكثر جاذبية للشريك المحتمل. تم إظهار هذه الصفات على الكروموسوم Y، وبالتالي فهي مرتبطة بـ Y. بالإضافة إلى ذلك في أسماك الجوبي، يبدو أن مقاييس النشاط الجنسي الأربعة مرتبطة بـ Y.
في الجرذ:

ارتفاع ضغط الدم، يبدو أنه مرتبط بـ Y في الفئران التي تعاني منه. كان الموقع الكروموسومي الأول جسمي. ومع ذلك، يبدو أن المكون الثاني مرتبط بـ Y. تبين هذا من خلال الجيل الثالث من الفئران. كانت ذرية الذكور من أب مصاب بارتفاع ضغط الدم أكثر بشكل ملحوظ من ذرية الذكور من أم مصابة بارتفاع ضغط الدم، مما يشير إلى أن هذه الصفة هي مرتبطة بY. وكانت النتائج ليست هي نفسها في الإناث كما هو الحال في الذكور، مما يدعم مرة أخرى أنه صفة مرتبطة ب Y.

## آذان مشعرة
كان يعتقد أن الآذان المشعرة يمكن أن تكون صفة مرتبطة ب Y، ولكن هذا لم تثبت صحته.

## الجينات المعروفة في أنها محتواة في كروموسم واي عند الإنسان
بشكل عام، تكون الصفات الموجودة على كروموسوم Y مرتبطة بـ Y لأنها تحدث فقط على هذا الكروموسوم ولا تتغير في إعادة التركيب.
اعتبارًا من عام 2000، كان من المعروف أن عددًا من الجينات مرتبط بـ Y، بما في ذلك:
- ASMTY (أسيتيل سيروتونين ميثيل ترانسفيراز)
- TSPY (بروتين خاص بالخصية)
- IL3RAY (مستقبلات انترلوكين 3)
- SRY (المنطقة التي تحدد الجنس)
- TDF (عامل تحديد الخصية)
- ZFY (بروتين إصبع الزنك)
- PRKY (بروتين كيناز، مرتبط بـ Y)
- AMGL (الأميلوجينين)
- ANT3Y (مترجم النوكليوتيدات الأدينين- 3 على Y)
- SOX21 (المعروف أنها تسبب الصلع)
- AZF2 (عامل نقص الأزرنوسي 2)
- BPY2 (البروتين الأساسي على كروموسوم Y)
- AZF1 (عامل نقص الأزرنوسي 1)
- DAZ (يتم حذف الحيوانات المنوية في azoospermia)
- RBM1 (بروتين عزر ملزم RNA، كروموسوم Y، العائلة 1، العضو A1)
- RBM2 (الحمض النووي الريبي بروتين عزر ملزمة 2) و
- UTY (الجين TPR المكتوب في كل مكان على كروموسوم Y).
- USP9Y
- AMELY

## روابط خارجية
- الأمراض الوراثية المرتبطة بـ Y في wrongdiagnosis.com
- http://learn.genetics.utah.edu/content/pigeons/sexlinkage/
- http://www.livestrong.com/article/74388-y-linked-genetic-diseases/
- http://www.medicinenet.com/script/main/art.asp؟articlekey=15729
- https://www.ncbi.nlm.nih.gov/books/NBK22266/#A296
- http://learn.genetics.utah.edu/content/pigeons/geneticlinkage/